# Julius August Bentzien

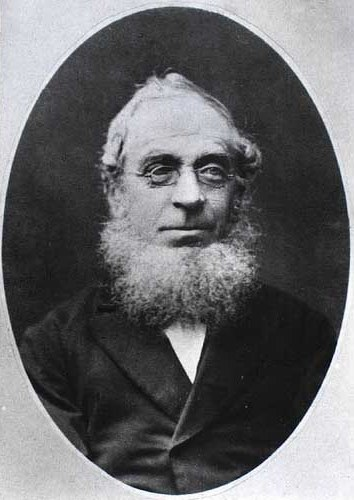
Julius August Bentzien.

Julius August Bentzien, född 23 juli 1815 i Köpenhamn, död där 8 mars 1882, var en dansk trädgårdsmästare och författare av trädgårdslitteratur.
Bentzien blev student 1833 och blev candidatus theologiae 1839. Efter att ha gått i trädgårdslära vid olika danska plantskolor reste han under flera år i utlandet, innan han 1848 anställdes som trädgårdsmästare vid Selskabet til Havedyrkningens Fremme i Danmark. Han utvecklade på denna post en betydande verksamhet för utveckla fruktförädlingen och bringade sällskapets trädgård, som vid hans tillträde var starkt försummad, i vackert och presentabelt skick. År 1864 lämnade han denna tjänst och öppnade en växt- och fröhandel i Köpenhamn. Från 1849 till sin död var han redaktör för Dansk Havetidende och skrev även en mängd trädgårdsböcker, av vilka kan nämnas  Haandbog for Frugttrædyrkere (1850), Køkkenhaven (1858) och Fuldstændig Havebog for Gartnere og Havedyrkere (1865).